# Laguna San Francisco (Beni)
Die Laguna San Francisco ist ein See im Departamento Beni in Bolivien nahe der Grenze zu Brasilien. Er ist Teil einer Gruppe von Seen.

## Lage im Nahraum
Die Laguna San Francisco liegt in einer Entfernung von 18 Kilometern westlich des Río Iténez, Grenzfluss zu Brasilien, im Naturschutzgebiet Reserva Forestal Iténez. Der See liegt auf einer Höhe von 138 m und erstreckt sich in der Länge auf 5,2 Kilometer und in der Breite auf bis zu 2,6 Kilometer. Seine Fläche beträgt 12,7 Quadratkilometer und der Umfang des Sees liegt bei 13,8 Kilometern. Verwaltungstechnisch gehört der See zur Provinz Iténez und liegt im nordöstlichen Teil des Municipio Baures.

## Geographie

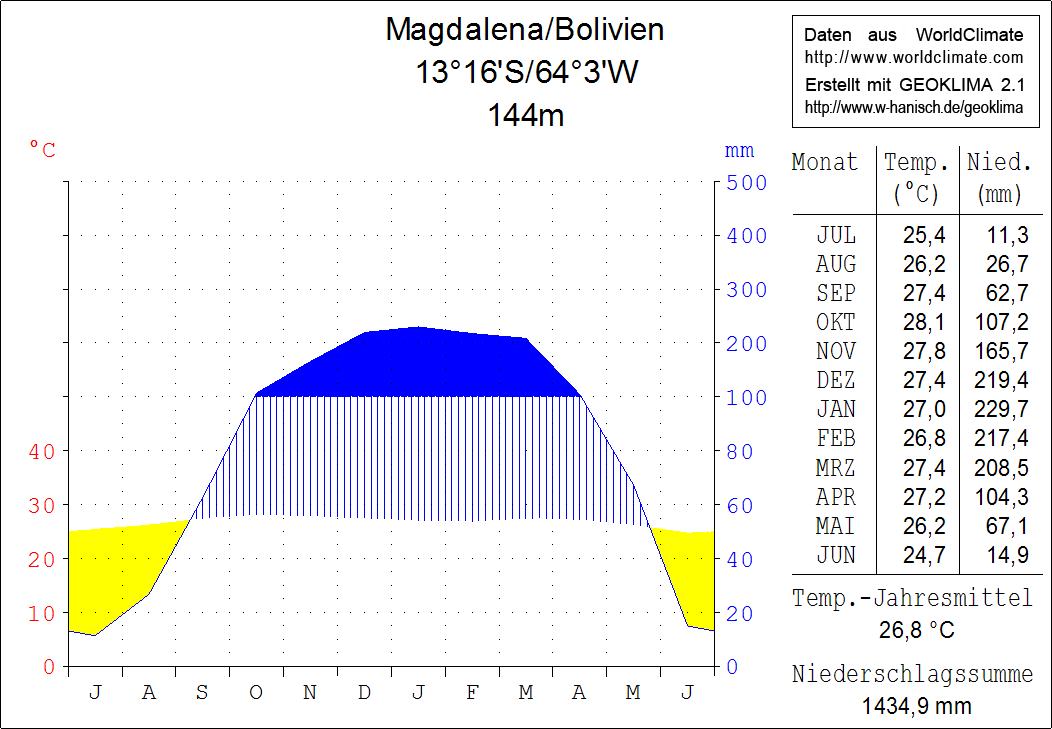
Klimadiagramm Magdalena

Die Laguna San Francisco liegt im bolivianischen Tiefland, das Klima ist gekennzeichnet durch eine für die Tropen typische ausgeglichene Temperaturkurve mit nur geringen Schwankungen.
Das jährliche Temperaturmittel beträgt knapp 27 °C, die Monatswerte schwanken zwischen 25 °C im Juni/Juli und 28 °C im Monat Oktober (siehe Klimadiagramm Magdalena). Der Jahresniederschlag beträgt mehr als 1.400 mm, mit einer deutlichen Feuchtezeit von November bis März, und einer Trockenzeit in den Monaten Juni bis August.

## Besiedlung
Die Region weist eine nur geringfügige Besiedlung auf. Die nächstgelegene Stadt ist das im Südwesten gelegene Magdalena in einer Luftlinien-Entfernung von 120 Kilometern mit 4758 Einwohnern  (Fortschreibung 2012).